# Municipio de Maumee
El municipio de Maumee (en inglés: Maumee Township) es un municipio ubicado en el condado de Allen en el estado estadounidense de Indiana. En el año 2010 tenía una población de 2620 habitantes y una densidad poblacional de 37,9 personas por km².

## Geografía
El municipio de Maumee se encuentra ubicado en las coordenadas 41°8′50″N 84°50′20″O / 41.14722, -84.83889. Según la Oficina del Censo de los Estados Unidos, el municipio tiene una superficie total de 69.13 km², de la cual 68.3 km² corresponden a tierra firme y (1.2%) 0.83 km² es agua.

## Demografía
Según el censo de 2010, había 2620 personas residiendo en el municipio de Maumee. La densidad de población era de 37,9 hab./km². De los 2620 habitantes, el municipio de Maumee estaba compuesto por el 98.59% blancos, el 0.04% eran afroamericanos, el 0.15% eran amerindios, el 0.08% eran asiáticos, el 0.04% eran isleños del Pacífico, el 0.42% eran de otras razas y el 0.69% pertenecían a dos o más razas. Del total de la población el 0.88% eran hispanos o latinos de cualquier raza.